# Macumoto Rika
Macumoto Rika (松本 梨香; Hepburn: Matsumoto Rika; Jokohama, 1968. november 30. –) japán énekesnő, szeijú. Legjelentősebb munkássága a Pokémon anime Ash Ketchum (Japánban: サトシ Szatosi) japán hangja, énekesnőként pedig a Pokémon animékhez felénekelt dalokkal és JAM Project alapító tagjaként ért el jelentősebb sikereket.

## Munkássága

### Szinkronszínésznő
Szeijú-ként 1988-ban debütált, majd több kisebb szerepet kapott. Hamar felfedezték erőteljes hangját, ezután főként fiatal fiúk hangját adta. Az első igazi nagy áttörés 1997-ben érte, amikor megkapta a Pokémon anime főszereplőkének, Ash Ketchum-nak japán hangját. Ezzel nemcsak országában lett híres és közkedvelt, hanem ahogy az internet elterjedésével világszerte elérhető lett a japán verzió, úgy lett világszerte ismert. Habár a Pokémon a mai napig megy, mellette sok más animében, videójátékban, tokuszacu sorozatban vállal szinkronszerepeket, és amerikai filmek japán szinkronjaként is ismert. Többször adta például Renée Zellweger, Sandra Bullock, Juliette Lewis, Patricia Arquette japán hangját. Ezek mellett színésznőként is bemutatkozott, a Kankjó Csódzsin Ecogainder Tokuszacu sorozat második és 0X szériájában negatív főhőst alakított.

### Énekesnő
Énekesnőként soha nem futott be olyan jelentős karriert, mint jó néhány pályatársa, 1993-ban debütált énekhangjával, ezalatt csupán 3 mini-albuma, néhány válogatásalbuma, és 15 kislemeze jelent meg. Ugyanakkor nevéhez fűződik minden idők legsikeresebb animéhez készült kislemez, ugyanis a Mezasze Pokémon Master mai napig az egyetlen olyan anison kislemez, mely átlépte az 1 milliós eladást. Aztán a címadó dalból számos változat készült, melyek elsősorban a későbbi Pokémon mozifilmekben hallhatók. Az ezt követő opening dalok sem maradtak el sokkal sikerben, a Rival! és az OK! is közkedveltek lettek az utóbbi elsősorban erőteljesebb, rockosabb hangzása miatt.
2000-ben alapító tagja volt a JAM Project együttesnek, elsősorban itt mutatta meg, erőteljesebb hangját, mely nagyon jól illett az együttes profiljához. 2003-ban csatlakozott Okui Maszami is az együtteshez, az ő lágyabb női hangjával nagyszerűen kiegészítették egymást. 2008-ban távozott az együttestől, mert a rengeteg szinkronszínészi munkásságát nem tudta összeegyeztetni az együttessel való közös munkával, és már az ez évben tartott világ körüli turnéjukra sem kísérte el az együttest. Ezután csak a szinkronszínésznői pályafutására összpontosított, és csak egy Pokémon válogatásalbuma jelent meg.

## Szinkronszerepei

### Animék
- Ajaka Kiszaragi - Phantom Quest Corp (Yuugenkaishya)
- Aoi Futaba - You're Under Arrest!
- April - Sol Bianca: The Legacy
- Aszahina Mucuki - Haunted Junction (PlayStation)
- Bikky - Fake
- Binbó - Obotchama Kun
- Bernardo - Kaiketsu Zorro
- Bakura Rjó (Yami Bakura/Thief King Bakura) - Yu-Gi-Oh! (50-224. részek)
- Csihiró - Pretty Sammy
- Csoromacu - Osomatsu-kun
- Fanieta - Vandread
- Fúszuke - Ninku
- Guramu - Shamanic Princess
- Warren Trace, Haro - Gundam V
- Csokkei Hajami - New Cutie Honey
- Hibiki - Boku no Marie
- Hjúga Kodzsiro (gyerek) - Captain Tsubasa: Road to 2002
- Icsimondzsi Cukasa - Suchipai Mecha Gentei-Ban (Sega Saturn)
- Intress - Chaotic
- Dzsaporo - Shamanic Princess
- Dzsidama - Hazukichan
- Jim Hawking - Outlaw Star
- Dzsin Hjúga - Matchless Raijin-Oh
- Dzsinno Hazumi - Bakuen Campus Guardress
- Dzsónai Reika - My Dream/On Air ga Matenakute (PlayStation, Sega Saturn)
- Kaite - Trigun
- Katajama Aika - Over Rev!
- Kei - Dirty Pair Flash
- Keiko Kuroha - Tonde Buurin
- Kijohei - Hanada Shounenshi
- Kesley Uruga - Princess Minerva
- Koasura, Kijosi Mitarai (Seaman) - Yu Yu Hakusho
- Kuroha Keiko - Tonde Buurin
- Kuruszu - Master Mosquiton '99
- Kudzsó Reiko - Detective Conan
- Lemonpai - Idol Fight Suuchiipai 2
- Moriki - Danasite 999.9
- Misty - Bomberman Jetters
- Mariko - Ganbarist! Shun
- Miki Pojota - Mama ha Poyo Poyo Zaurus ga Osuki
- Mizuki - Shin Samurai Spirits (Neo Geo)
- Mule Moscow - Mahou Shoujo Fancy Coco (PlayStation)
- Macumoto Jóta - Tokumu Sentai Shinesman
- Nataku - X/1999
- Oota Rie - Lemon Angel
- Ózora Nozomu - Moldiver
- Otoi Moriko - Twin Signal
- Opera Vectra - Star Ocean EX
- Ogata Sizuka - Friends Seishin no Kagayaki (Sega Saturn)
- Prettz - Final Fantasy: Legend of the Crystals
- Piano Man - Anpan Man
- Persian - Pokémon - Mewtwo Returns
- Raisinsi - Hoshin Engi
- Rikki Csadvick - H2O: Just Add Water
- Ricarla Borgnine - Super Robot Wars Original Generation: Divine Wars
- Rika Sanada - Sokkou Seitokai
- Rahsa - Fam & Irie
- Sató Tomoe - Roujin Z
- Szatosi (Ash Ketchum) - Pokémon (Pocket Monsters)
- Siberia Hazuki - Muka Muka Paradise
- Szinunora - Gun Frontier
- Sonia Field - City Hunter
- Sóma Akio - Meguri Aishite (PlayStation)
- Suzumebacsi - Naruto
- Tacsibana Reika - Su Chi Pai (PlayStation, Sega Saturn)
- Cukasa - Su-Chi-Pai Adventure Doki Doki Nightmare (PlayStation, Sega Saturn)
- Takizawa - Doki Doki Pretty League (PlayStation)
- Takaszugi Seiji - The Brave Fighter of Legend Da-Garn

### OVA
- Hunter x Hunter pilot (Gon Freecss)
- Miyuki-chan in Wonderland (Sumire-chan)

### Anime mozifilmek
- Metropolis (Női vásárló)
- Perfect Blue (Rumi)
- Piano no Mori (Daigaku Kanehira)
- Pokémon: Az első film – Mewtwo visszavág (Ash Ketchum/Szatosi)
- Pokémon 2000 – Bízz az erőben! (Ash Ketchum/Szatosi)
- Pokémon 3. – Az öntudatlan betűi (Ash Ketchum/Szatosi)
- Roujin Z (Csie Szató)
- Taiho Shichauzo (Aoi Futaba)

### TV Speciál
- The Mastermind of Mirage Pokémon (Szatosi)

### Videójátékok
- Brave Fencer Musashi (Musashi)
- GeGeGe no Kitaró: Gyakusú! Jóma Dai Kesszen (Kitaró)
- GeGeGe no Kitaró: Ibun Jókai Kitan (Kitaró)
- GeGeGe no Kitaró: Kikiippocu! Jókai Rettó (Kitaró)
- Kingdom Hearts II (Megara)
- Lunar 2: Eternal Blue (Nall)
- Maria 2: Dzsutaikokucsi no Nazo (Maria Kunitoma)
- Mario Kart Arcade GP DX (Bemondó)
- Sinstecu Samurai Spirits Busido Recuden (Rasodzsin Mizuki)
- Ricarla Borgnine - Super Robot Wars Alpha (PlayStation), Super Robot Wars Original Generations (PlayStation 2)

### Tokuszacu
- Kószoku Szentai Turboranger (Suzunari Boma, Omamori Boma)
- Csikjú Szentai Fiveman (Arthur G6)
- Csódzsin Szentai Jetman (Gomi Jigen)
- Kjórjú Szentai Zjúranger (Dora Reiger)
- Engine Szentai Go-onger (Savage Land Barbaric Machine Beast Bōseki Banki)
- Unofficial Szentai Akibaranger (Masako "Miyabi" Yamada)
- Bakuage Szentai Boonboomger (Bundorio Bunderas)

### Külföldi szinkronszerepek

#### Filmek
- Patricia Arquette
  - Tiszta románc (Alabama Whitman)
  - Bankrabló a feleségem (Havana)
  - Gyagyás család (Nancy Coplin)
  - Nightwatch - Éjjeliőr a hullaházba (Katherine)
  - Holtak útja (Mary Burke)
  - Sátánka - Pokoli poronty (Valerie Veran)
  - Libidó - Vissza az ösztönökhöz (Lila Jute)
  - Stanley, a szerencse fia (Katherine "Kissin' Kate" Barlow)
  - A médium (Allison Dubois)
  - Sráckor (Olivia Evans)
- Drew Barrymore
  - Rossz lányok (1997 TV Asahi változat) (Lily Laronette)
  - Örökkön-örökké (Danielle De Barbarac)
  - A bambanő (Josie Geller)
  - Charlie Angyalai (Dylan Sanders)
  - Fiúk az életemből (Beverly Ann "Bev" Donofrio)
  - Charlie angyalai: Teljes gázzal (Dylan Sanders)
  - Az 50 első randi (Lucy Whitmore)
  - Szívem csücskei (Lindsey Meeks)
- Renée Zellweger
  - A Price Above Rubies (Sonia Horowitz)
  - Oltári vőlegény (Anne Arden)
  - Bridget Jones naplója (Bridget Jones)
  - Chicago (Roxanne "Roxie" Hart)
  - Bridget Jones: Mindjárt megőrülök! (Bridget Jones)
  - A remény bajnoka (Mae Braddock)
  - Bőrfejek (Lexie Littleton)
- Sandra Bullock
  - A pusztító (1997 TV Asahi változat) (Lieutenant Lenina Huxley)
  - Féktelenül (1998 TV Asahi változat) (Annie Porter)
  - A hálózat csapdájában (TV Asahi változat) (Angela Bennett)
  - Beépített szépség (2005 NTV változat) (Gracie Hart)
  - Ütközések (Jean Cabot)
  - Beépített szépség 2: Csábítunk és védünk (2008 NTV változat) (Gracie Hart)
- Reese Witherspoon
  - Pleasantville (Jennifer)
  - Sátánka (Holly)
  - Doktor szöszi (Elle Woods)
  - Mindenütt nő (Melanie "Carmichael" Smooter Perry)
  - Doktor szöszi 2. (Elle Woods)
  - Kémes hármas (Lauren Scott)
- Juliette Lewis
  - Cape Fear - A rettegés foka (Danielle Bowden)
  - Egy kosaras naplója (Diane Moody)
  - Alkonyattól pirkadatig (Kate Fuller)
  - Hullahegyek, fenegyerek (Robin)
- Tökéletes mozdulatok (1991 NTV kiadás) (Lisa Lietzke (Lea Thompson))
- Drakula (1995 TV Asahi kiadás) (Mina Harker (Winona Ryder))
- Az örömapa (Annie Banks (Kimberly Williams-Paisley))
- Örömapa 2. (Annie Banks-Mackenzie (Kimberly Williams-Paisley))
- Dalok szárnyán (Selena (Jennifer Lopez))
- Ted (Norah Jones)
- Terminátor - A halálosztó (2003 TV Tokyo változat) (Sarah Connor (Linda Hamilton))

#### Animációs filmek
- Angela Anaconda (Angela Anaconda)
- Back at the Barnyard (Bessy the Cow)
- A róka és a kutya 2. (Dixie)
- A Jetson család (film) (Judy Jetson)
- Őslények országa sorozat (Kistülök - Cera)
- Szünet (televíziós sorozat) (Lawson)
- Stressed Eric (Liz Feeble)
- Super Robot Monkey Team Hyperforce Go! (Chiro)

## Lemezek

### Albumok
- [1993.04.28] CLUSTER
- [1993.05.19] Hana no Utage (華の宴)
- [1995.07.12] Destiny

### Válogatásalbumok
- [2001.05.23] RICA the BEST
- [2011.07.16] Matsumoto Rika ga Utau Pokémon Best (松本梨香が歌うポケモン主題歌ベスト)

### Kislemezek
- [1995.04.26] Szuriru ni Koisite (スリルに恋して)
- [1995.05.24] Asita he no Free Way (明日へのFree Way)
- [1996.05.02] Spicy Life (スパイシー・ライフ)
- [1997.04.21] From me to you
- [1997.06.28] Mezase Pokémon Master (めざせポケモンマスター)
- [1998.11.27] VIVA Yokohama (VIVA ヨコハマ)
- [1999.03.25] Rival! (ライバル!)
- [2000.02.02] OK!
- [2000.05.31] Garbera (ガーベラ)
- [2000.10.21] IN YOUR HEART
- [2002.03.20] Alive a life
- [2004.04.28] Challenger!! / Smile (チャレンジャー!!/スマイル)
- [2006.06.28] Spurt! / Watasi, Makenai ~Haruka no Theme~ (スパート!／私、負けない!～ハルカのテーマ～)
- [2006.07.26] KISEKI / Last my wish
- [2008.11.26] High Touch! (ハイタッチ!)
- [2012.07.30] Jadzsirusi ni Natte! (やじるしになって!)

## Fordítás
- Ez a szócikk részben vagy egészben  a   Rica_Matsumoto című angol Wikipédia-szócikk fordításán alapul.  Az eredeti cikk szerkesztőit annak laptörténete sorolja fel. Ez a jelzés csupán a megfogalmazás eredetét és a szerzői jogokat jelzi, nem szolgál a cikkben szereplő információk forrásmegjelöléseként.